# Duplachionaspis arthrocnemi
Duplachionaspis arthrocnemi är en insektsart som först beskrevs av Karl Hermann Leonhard Lindinger 1911.  Duplachionaspis arthrocnemi ingår i släktet Duplachionaspis och familjen pansarsköldlöss.
Artens utbredningsområde är Turkiet. Inga underarter finns listade i Catalogue of Life.